# Fußball-Europameisterschaft 2016/Ungarn
Dieser Artikel behandelt die ungarische Nationalmannschaft bei der Fußball-Europameisterschaft 2016 in Frankreich. Für Ungarn war es die dritte EM-Endrunden-Teilnahme und die erste seit 1972.

## Qualifikation
Ungarn absolvierte die Qualifikation zur Europameisterschaft in der Gruppe F. Die Ungarn, die bei der Gruppenauslosung nur aus dem zweitbesten Topf gezogen wurden, begannen die Qualifikation noch unter Attila Pintér. Nach dem ersten Spiel, einer 1:2-Heimniederlage gegen Nordirland, endete aber seine Amtszeit und Pál Dárdai, Jugendtrainer bei Hertha BSC übernahm interimsweise den Posten. Zum ersten Spiel holte er Gábor Király zurück ins Tor, der ein Jahr lang nicht mehr zum Einsatz gekommen war und mit dem zusammen er bis 2011 bei Hertha BSC gespielt hatte. Mit einem 1:1 in Rumänien legte er einen guten Start hin. Nachdem es auch in den darauf folgenden Spielen keine Niederlage gab, sollte er bis zum Ende der Qualifikation Cheftrainer bleiben. Im Februar 2015 übernahm Dárdai dann auch die auf dem 17. Tabellenplatz stehende Profimannschaft von Hertha BSC und legte am 20. Juli 2015 das Amt als Nationaltrainer nieder. Sein Nachfolger wurde Bernd Storck, der seit Anfang März 2015 Sportdirektor beim ungarischen Fußballverband war. Unter ihm sicherten sich die Ungarn den dritten Tabellenplatz und verloren dabei nur das letzte Spiel gegen die bis dahin sieglosen Griechen. Als Gruppendritter waren sie für die Play-offs der Gruppendritten qualifiziert und trafen auf Norwegen. Mit zwei Siegen qualifizierten sich die Ungarn erstmals für eine EM-Endrunde mit Gruppenphase und damit nach 1986 erstmals wieder für ein großes Turnier. Mit einer Tordifferenz von +2 in den Gruppenspielen hatten die Ungarn die schlechteste Tordifferenz aller qualifizierten Mannschaften und nur Albanien, das aber zwei Gruppenspiele weniger bestritt, erzielte von den qualifizierten Mannschaften weniger Tore.
Insgesamt setzten die drei Trainer 37 Spieler ein, davon nur Balázs Dzsudzsák in allen zwölf Spielen. Einen Einsatz weniger hatte Tamás Kádár. Die meisten Qualifikationstore von zehn Torschützen für die Ungarn erzielten Dániel Böde, Krisztián Németh und Tamás Priskin, denen je zwei Tore gelangen. Gleich im ersten Qualifikationsspiel kam Balázs Balogh zu seinem ersten Länderspieleinsatz. Als weitere Neulinge kamen Dénes Dibusz und Attila Fiola beim Spiel auf den Färöer-Inseln, Gyula Forró beim ersten Spiel gegen Finnland, Ádám Nagy beim zweiten Spiel gegen Nordirland, Ádám Bódi beim zweiten Spiel gegen die Färöer-Inseln und László Kleinheisler beim ersten Play-off-Spiel gegen Norwegen zu ihrem ersten A-Länderspiel. In diesem erzielte Kleinheisler auch mit seinem ersten Länderspieltor den Siegtreffer und machte der 40-jährige Gábor Király als erster Ungar sein von der FIFA anerkanntes 100. Länderspiel. Im letzten Playoffspiel stellte er dann noch den 53 Jahre alten Rekord von József Bozsik ein, für den die FIFA aber nur 96 A-Länderspiele wertet.
Im Laufe der Qualifikation verbesserte sich Ungarn in der FIFA-Weltrangliste von Platz 38 auf Platz 20 und erreichte damit seine bisher beste Platzierung.

### Spiele
Alle Resultate aus ungarischer Sicht.
| Datum      | Spielort                          | Gegner       | Ergebnis  | Torschützen |
| ---------- | --------------------------------- | ------------ | --------- | --- |
| 07.09.2014 | Groupama Aréna, Budapest          | Nordirland   | 1:2 (0:0) | 1:0 Tamás Priskin (75.), 1:1 Niall McGinn (81.), 1:2 Kyle Lafferty (88.) |
| 11.10.2014 | Arena Națională, Bukarest (ROU)   | Rumänien     | 1:1 (0:1) | 0:1 Raul Rusescu (45.), 1:1 Balázs Dzsudzsák (82.) |
| 14.10.2014 | Tórsvøllur, Tórshavn (FRO)        | Färöer       | 1:0 (1:0) | 1:0 Ádám Szalai (21.) |
| 14.11.2014 | Groupama Aréna, Budapest          | Finnland     | 1:0 (0:0) | 1:0 Zoltán Gera (84.) |
| 29.03.2015 | Groupama Aréna, Budapest          | Griechenland | 0:0       | |
| 13.06.2015 | Olympiastadion, Helsinki (FIN)    | Finnland     | 1:0 (0:0) | 1:0 Zoltán Stieber (82.) |
| 04.09.2015 | Groupama Aréna, Budapest          | Rumänien     | 0:0       | |
| 07.09.2015 | Windsor Park, Belfast (NIR)       | Nordirland   | 1:1 (0:0) | 1:0 Richárd Guzmics (74.), 1:1 Kyle Lafferty (90.+3′) |
| 08.10.2015 | Groupama Aréna, Budapest          | Färöer       | 2:1 (0:1) | 0:1 Róaldur Jakobsen (11.), 1:1, 2:1 Dániel Böde (63., 71.) |
| 11.10.2015 | Karaiskakis-Stadion, Piräus (GRC) | Griechenland | 3:4 (1:1) | 0:1 Konstantinos Stafylidis (5.), 1:1 Gergő Lovrencsics (26.), 2:1 Krisztián Németh (55.), 2:2 Panagiotis Tachtsidis (57.), 3:2 Krisztián Németh (75.), 3:3 Kostas Mitroglou (79.), 3:4 Panagiotis Kone (86.) |

### Tabelle
| Pl.                     | Land         | Sp. | S | U | N | Tore    | Diff. | Punkte |
| ----------------------- | ------------ | --- | - | - | - | ------- | ----- | ------ |
| 1.                      | Nordirland   | 10  | 6 | 3 | 1 | 016:800 | +8    | 21     |
| 2.                      | Rumänien     | 10  | 5 | 5 | 0 | 011:200 | +9    | 20     |
| 3.                      | Ungarn       | 10  | 4 | 4 | 2 | 011:900 | +2    | 16     |
| 4.                      | Finnland     | 10  | 3 | 3 | 4 | 009:100 | −1    | 12     |
| 5.                      | Färöer       | 10  | 2 | 0 | 8 | 006:170 | −11   | 06     |
| 6.                      | Griechenland | 10  | 1 | 3 | 6 | 007:140 | −7    | 06     |
| Stand: 11. Oktober 2015 |              |     |   |   |   |         |       |        |

Als einer der Gruppendritten mussten die Ungarn dann in den Play-offs antreten und trafen auf Norwegen.
| Datum      | Spielort                     | Gegner   | Ergebnis  | Torschützen                                                            |
| ---------- | ---------------------------- | -------- | --------- | ---------------------------------------------------------------------- |
| 12.11.2015 | Ullevaal-Stadion, Oslo (NOR) | Norwegen | 1:0 (0:0) | 1:0 László Kleinheisler (26.)                                          |
| 15.11.2015 | Groupama Aréna, Budapest     | Norwegen | 2:1 (0:0) | 1:0 Tamás Priskin (14.), 2:0, 2:1 Markus Henriksen (83./Eigentor, 87.) |

## Vorbereitung
Am 24. März 2016 trafen die Ungarn in Budapest auf EM-Teilnehmer Kroatien und erreichten ein 1:1. In der direkten EM-Vorbereitung gewannen sie am 15. Mai gegen die ungarische U-21-Mannschaft mit 4:0. Am 20. Mai erreichten sie in Budapest gegen Afrikameister Elfenbeinküste, der ohne Yaya Touré (Manchester City) und Gervinho (AS Rom) angereist war ein torloses Remis. Dabei kamen mit Máté Vida und Roland Sallai zwei Neulinge zu ihrem ersten Einsatz. Am 4. Juni trafen sie in Gelsenkirchen auf Weltmeister Deutschland und verloren mit 0:2, wobei mit Bese Barnabás ein weiterer Neuling zum Einsatz kam.

## Kader
Der vorläufige Kader wurde am 9. Mai bekannt gegeben. Am 31. Mai wurde die endgültige Zusammensetzung mitgeteilt. Die Spieler stehen bei 17 Vereinen in sechs Ländern (7 Ligen) unter Vertrag, die meisten (5) bei Meister und Pokalsieger Ferencváros Budapest. Bei der letzten EM-Endrundenteilnahme der Ungarn 1972 war noch keiner der jetzt teilnehmenden Spieler geboren. Der am 1. April 1976 geborene Torhüter Gábor Király ist der älteste nominierte Teilnehmer. Durch seinen Einsatz am 26. Juni 2016 im Achtelfinale gegen Belgien konnte er mit 40 Jahren, 2 Monaten und 25 Tagen einen neuen Altersrekord aufstellen. Damit gelang es ihm, seinen früheren Trainer Lothar Matthäus, der bei seinem letzten EM-Spiel am 20. Juni 2000 gegen Portugal 39 Jahre und 91 Tage alt war, als ältesten EM-Spieler abzulösen.
| 12         | Dénes Dibusz        | Ferencváros Budapest (I (M, P)) | 16. Nov. 1990 | 4   | 0  | 2014 | 26. März 2016 |   |   |   |  |  |
| 22         | Péter Gulácsi       | RB Leipzig (II ▲)               | 6. Mai 1990   | 3   | 0  | 2014 | 20. Mai 2016  |   |   |   |  |  |
| 01         | Gábor Király        | Haladás Szombathely (I)         | 1. Apr. 1976  | 103 | 0  | 1998 | 4. Juni 2016  | 4 |   |   |  |  |
| Abwehr     |                     |                                 |               |     |    |      |               |   |   |   |  |  |
| 21         | Barnabás Bese       | MTK Budapest (I)                | 6. Mai 1994   | 1   | 0  | 2016 | 4. Juni 2016  | 1 |   |   |  |  |
| 05         | Attila Fiola        | Puskás Akadémia FC (I ▼)        | 17. Feb. 1990 | 15  | 0  | 2014 | 4. Juni 2016  | 1 |   |   |  |  |
| 20         | Richárd Guzmics     | Wisła Krakau (I)                | 16. Apr. 1987 | 14  | 1  | 2012 | 4. Juni 2016  | 4 |   | 1 |  |  |
| 23         | Roland Juhász       | Videoton FC (I)                 | 1. Juli 1983  | 91  | 6  | 2004 | 20. Mai 2016  | 3 |   | 1 |  |  |
| 04         | Tamás Kádár         | Lech Posen (I)                  | 14. März 1990 | 30  | 0  | 2010 | 4. Juni 2016  | 3 |   | 2 |  |  |
| 03         | Mihály Korhut       | Debreceni Vasutas SC (I)        | 1. Dez. 1988  | 5   | 0  | 2014 | 26. März 2016 | 1 |   |   |  |  |
| 02         | Ádám Lang           | Videoton FC (I)                 | 17. Jan. 1993 | 11  | 0  | 2014 | 4. Juni 2016  | 4 |   | 1 |  |  |
| Mittelfeld |                     |                                 |               |     |    |      |               |   |   |   |  |  |
| 06         | Ákos Elek           | Diósgyőri VTK (I)               | 21. Juli 1988 | 38  | 1  | 2010 | 26. März 2016 | 2 |   | 1 |  |  |
| 10         | Zoltán Gera         | Ferencváros Budapest (I (M, P)) | 22. Apr. 1979 | 89  | 24 | 2002 | 4. Juni 2016  | 4 | 1 | 1 |  |  |
| 15         | László Kleinheisler | Werder Bremen (I)               | 8. Apr. 1994  | 5   | 1  | 2015 | 4. Juni 2016  | 2 |   | 1 |  |  |
| 14         | Gergő Lovrencsics   | Lech Posen (I)                  | 1. Sep. 1988  | 12  | 1  | 2013 | 4. Juni 2016  | 2 |   |   |  |  |
| 08         | Ádám Nagy           | Ferencváros Budapest (I (M, P)) | 17. Juni 1995 | 8   | 0  | 2015 | 4. Juni 2016  | 3 |   | 1 |  |  |
| 16         | Ádám Pintér         | Ferencváros Budapest (I (M, P)) | 12. Juni 1988 | 21  | 0  | 2010 | 4. Juni 2016  | 3 |   |   |  |  |
| 18         | Zoltán Stieber      | 1. FC Nürnberg (II)             | 16. Okt. 1988 | 12  | 2  | 2011 | 4. Juni 2016  | 3 | 1 |   |  |  |
| Angriff    |                     |                                 |               |     |    |      |               |   |   |   |  |  |
| 13         | Dániel Böde (LT)    | Ferencváros Budapest (I (M, P)) | 24. Okt. 1986 | 12  | 4  | 2013 | 20. Mai 2016  | 2 |   |   |  |  |
| 07         | Balázs Dzsudzsák    | Bursaspor (I)                   | 23. Dez. 1986 | 78  | 18 | 2007 | 4. Juni 2016  | 4 | 2 | 1 |  |  |
| 11         | Krisztián Németh    | al-Gharafa Sports Club (I)      | 5. Jan. 1989  | 24  | 3  | 2010 | 26. März 2016 | 2 |   | 1 |  |  |
| 17         | Nemanja Nikolics    | Legia Warschau (I (M, P))       | 31. Dez. 1987 | 18  | 3  | 2013 | 20. Mai 2016  | 2 |   |   |  |  |
| 19         | Tamás Priskin       | ŠK Slovan Bratislava (I)        | 27. Sep. 1986 | 56  | 17 | 2005 | 4. Juni 2016  | 2 |   |   |  |  |
| 09         | Ádám Szalai         | Hannover 96 (I ▼)               | 9. Dez. 1987  | 32  | 8  | 2009 | 4. Juni 2016  | 4 | 1 | 1 |  |  |
| Trainer    |                     |                                 |               |     |    |      |               |   |   |   |  |  |
|            | Bernd Storck        |                                 | 25. Jan. 1963 |     |    |      |               |   |   |   |  |  |

Co-Trainer:  Andreas Möller,  Zoltán Szélesi

### Spieler, die nur im vorläufigen Kader standen
| Position   | Name           | Verein                   | Geburts- datum | Länderspiel- einsätze | Länderspiel- tore | Debüt | Letzter Einsatz |
| ---------- | -------------- | ------------------------ | -------------- | --------------------- | ----------------- | ----- | --------------- |
| Tor        | Balázs Megyeri | FC Getafe (I ▼)          | 31. März 1990  | 0                     | 0                 |       |                 |
| Abwehr     | Gergő Kocsis   | Puskás Akadémia FC (I ▼) | 7. März 1994   | 0                     | 0                 |       |                 |
| Abwehr     | Zsolt Korcsmár | Vasas Budapest (I)       | 9. Jan. 1989   | 24                    | 0                 | 2011  | 11. Okt. 2014   |
| Mittelfeld | Roland Sallai  | Puskás Akadémia FC (I ▼) | 22. Mai 1997   | 1                     | 0                 | 2016  | 20. Mai 2016    |
| Mittelfeld | Máté Vida      | Vasas Budapest (I)       | 8. März 1996   | 1                     | 0                 | 2016  | 20. Mai 2016    |
| Angriff    | Ádám Gyurcsó   | Pogoń Stettin (I)        | 6. März 1991   | 13                    | 1                 | 2012  | 20. Mai 2016    |
| Angriff    | László Lencse  | Újpest Budapest (I)      | 2. Juli 1988   | 0                     | 0                 |       |                 |

1. 1 2  In Klammern persönliche Erfolge der Saison 2015/16, LT = Torschützenkönig der Liga
2. 1 2  Ligastatus 2015/16 in Klammern, M = Meister, P = Pokalsieger
3. 1 2  Stand: 4. Juni 2016 (Quelle)
4. 1 2  Stand: 20. Mai 2016 (Quelle)

## Gruppenauslosung
Bei der am 12. Dezember 2015 stattgefundenen Auslosung der sechs Endrundengruppen war Ungarn in Topf 3 gesetzt. Ungarn wurde der Gruppe F mit Portugal, Österreich und EM-Neuling Island zugelost. Österreich und Ungarn spielten am häufigsten von allen europäischen Mannschaften gegeneinander: 136-mal standen sich die beiden vor der EM gegenüber – nur Argentinien und Uruguay spielten häufiger gegeneinander. 65 Spiele gewannen die Ungarn, in 31 Spielen gab es keinen Sieger und 40 Spiele konnten die Österreicher für sich entscheiden. Zuletzt trafen beide am 16. August 2006 in Graz aufeinander und Ungarn gewann mit 2:1. Gegen Portugal konnten die Ungarn in zehn Spielen nie gewinnen. Bisher reichte es nur zu drei Remis bei sieben Niederlagen, zuletzt in der Qualifikation für die WM 2010. Beide treffen auch in der Qualifikation für die WM 2018 wieder aufeinander. Gegen Island konnten dagegen von zehn Spielen sieben gewonnen werden, drei – in drei aufeinanderfolgenden Spielen zwischen 1992 und 1995 der Qualifikationen für die WM 1994 und EM 1996 – wurden verloren.
Gegen die favorisierten Österreicher starteten die Ungarn mit einem 2:0-Sieg und erreichten gegen Island durch ein spätes Eigentor ein Remis. Aufgrund der Ergebnisse der anderen Gruppen stand dann schon vor dem letzten Spiel fest, dass die Ungarn das Achtelfinale erreicht hatten. Trainer Bernd Storck verzichtete daher im letzten Spiel auf Spieler, die schon eine Gelbe Karte erhalten hatten. In einem offenen Schlagabtausch gingen die Ungarn nach 19 Minuten durch einen Weitschuss ihres ältesten Feldspielers Zoltán Gera in Führung, mussten aber wenige Minuten vor der Halbzeitpause den Ausgleich hinnehmen. Kurz nach der Pause brachte sie Kapitän Balázs Dzsudzsák mit einem direkt verwandelten, aber für den Torwart unhaltbar abgefälschten Freistoß wieder in Führung, die Cristiano Ronaldo drei Minuten später mit seinem ersten Tor bei dieser EM ausglich. Dzsudzsák konnte die Ungarn aber fünf Minuten später erneut mit einem abgefälschten Schuss in Führung bringen, die Ronaldo aber sieben Minuten später erneut ausglich. Am Ende waren beide mit dem 3:3 zufrieden, da damit auch die Portugiesen ins Achtelfinale einzogen und die Ungarn damit Gruppensieger wurden.
Im Achtelfinale trafen sie auf Belgien, das in Gruppe E Zweiter wurde. Belgien gewann deutlich mit 4:0.
Durch die EM-Spiele konnte Ungarn in der FIFA-Weltrangliste 29 Punkte hinzu gewinnen und sich um einen Platz verbessern.
| Pl. | Land       | Sp. | S | U | N | Tore    | Diff. | Punkte |
| --- | ---------- | --- | - | - | - | ------- | ----- | ------ |
| 1.  | Ungarn     | 3   | 1 | 2 | 0 | 006:400 | +2    | 05     |
| 2.  | Island     | 3   | 1 | 2 | 0 | 004:300 | +1    | 05     |
| 3.  | Portugal   | 3   | 0 | 3 | 0 | 004:400 | ±0    | 03     |
| 4.  | Österreich | 3   | 0 | 1 | 2 | 001:400 | −3    | 01     |

|                                                            |   |          |           |
| Di., 14. Juni 2016 um 18:00 Uhr in Bordeaux                |   |          |           |
| Österreich                                                 | – | Ungarn   | 0:2 (0:0) |
| Sa., 18. Juni 2016 um 18:00 Uhr in Marseille               |   |          |           |
| Island                                                     | – | Ungarn   | 1:1 (1:0) |
| Mi., 22. Juni 2016 um 18:00 Uhr in Décines-Charpieu (Lyon) |   |          |           |
| Ungarn                                                     | – | Portugal | 3:3 (1:1) |

## K.-o.-Phase
|                                             |   |         |           |
| So., 26. Juni 2016 um 21:00 Uhr in Toulouse |   |         |           |
| Ungarn                                      | – | Belgien | 0:4 (0:1) |